# نمر (درعا)
نمر قرية سورية تتبع ناحية جاسم في منطقة إزرع في محافظة درعا. بلغ عدد سكانها 7,941 نسمة في عام 2004 حسب إحصاء المكتب المركزي للإحصاء.